# Секс в іншому місті
«Секс в іншому місті» (англ. The L Word, укр. Слово на букву Л) — американо-канадський телевізійний серіал продюсерки Айлін Чайкен про життя групи лесбійок, їхніх друзів, знайомих, сімей і коханок в місті Лос-Анджелес, Західний Голлівуд, штат Каліфорнія.
Виконавчими продюсерами виступили Стів Голін («Бути Джоном Малковичем», «Вічне сяйво чистого розуму») і Ларрі Кеннар. Крім Чайкен, до складу сценаристів шоу увійшли Гвіневер Тернер, Сьюзан Міллер, Черіен Дабіс і Роуз Троше. Низка саундтреків до серіалу написана американським рок-гуртом Betty.
Серіал виходив на каналі Showtime з 18 січня 2004 року по 8 березня 2009 року.
Франшизу The L Word на Showtime продовжили спродюсовані Чайкен реаліті-шоу The Real L Word (2010–2012) і документальний фільм L Word Mississippi: Hate the Sin (2014) режисерки Лорен Лейзін, нагороджений GLAAD Media Award.
11 липня 2017 року було оголошено про розробку сиквелу телесеріалу. Він виходив під назвою «Секс в іншому місті: Покоління Q» у 2019–2023 роках.

## Сюжет
У центрі сюжету — долі восьми лесбйок, яких між собою зв'язує набагато більше, ніж кожну з них — з оточуючим їхнього зовнішнім світом. Дія серіалу відбувається в Лос-Анджелесі.

### Перший сезон
Дія серіалу розгортається в Західному Голлівуді. Глядачеві представляють головних героїнь: Бетт Портер і Тіну Кеннард, пара знаходиться в довгострокових відносинах і мріє про дитину. Надалі Тіна вагітніє в результаті штучного запліднення, але у неї трапляється викидень, а Бетт починає роман з Кендіс Джуелл.
Їхні сусіди — Тім Геспельі його нова дівчина, письменниця Дженні Шектер, зазнають труднощів у стосунках, оскільки Дженні закохується в Марину Феррер, яка володіє лесбійським кафе The Planet, і дружить з Тіною і Бетт. Марина невпинно переслідує Дженні і досягає успіху в руйнуванні її відносин з Тімом, але потім залишає дівчину, коли її коханка Франческа повертається.
Також нам представляють Шейн Маккатчен, сексуальну перукарку, що шукає випадкових зв'язків; Еліс П'єзекі, бісексуальну журналістку, яка шукає кохання всіма можливими способами, і її ліпшу подругу — Дейн Фербенкс, професійну тенісистку, яка приховує свою орієнтацію і розривається між кар'єрою і пошуком любові. У першому сезоні Дейн закохується в шеф-кухарку Лару Перкінс, але їхні стосунки тривають недовго.
Наприкінці сезону Тіна бачить Бетт разом із Кендіс і відразу здогадується про їхній роман. Вони розривають стосунки, і Тіна переїжджає до Еліс, а Бетт залишається в їхньому будинку.

### Другий сезон
Все починається з розкриття секрету, який Тіна приховує від усіх: вона успішно завагітніла після другої процедури. Вони з Бетт все ще нарізно. Бетт не заперечує роман і просить Тіну про прощення, але та не готова повернутися. Тіна починає роман з Хеленою Пібоді, в той час як життя Бетт терпить крах, вона починає зловживати алкоголем, також на неї тиснуть проблеми на роботі, а згодом звільнення, і смерть її батька у дванадцятому епізоді. Тіна і Бетт миряться під час фінального епізоду.
Вводять нових персонажок(-ів): Кармен де ла Піка Моралес, впевнена діджейка, професіоналка своєї справи, втягнута в любовний трикутник з Шейн і Дженні; Хелена Пібоді, дочка багатої родини, яка пізніше стає любовним інтересом Тіни; і Марк Уейленд, режисер документальних фільмів, який переїжджає в будинок до Шейн і Дженні і робить їх побут частиною свого останнього документального фільму, встановлюючи приховані камери в будинку. У дев'ятому епізоді Дженні виявляє записи Марка, а також дізнається правду про справжню любов Кармен.
Другий сезон демонструє любовний зв'язок між Еліс і Дейн, про яку всім стає відомо в сьомому епізоді. Розповідається про минуле Дженні, яка зазнала насильства, і розкриваються моменти самоушкодження, які досягають свого апогею в фіналі сезону. Шейн допомагає Дженні отримати психіатричну допомогу.
Персонажку Марини вивели з оповідання, а кафе The Planet викуплено Кіт Портер.

### Третій сезон
Розповідь починається через шість місяців після народження дочки Тіни і Бетт, Анжеліки.
Нові персонажки(-і) в сезоні: Мойра Суїні, проста жінка з робітничого класу, подруга Дженні; Ангус Партрідж, музикант і «нянь» Анжеліки, стає коханцем Кіт. Мойра починає процес зі зміни статі і називає себе Максом.
Дейна Фейрбенкс починає боротьбу з раком молочної залози. Еліс піклується про неї, поки та не вмирає.
Сюжетна арка Хелени змінена, тепер вона з суперниці Бетт перетворюється в нову подругу для всіх. Вона набуває кіностудію, в якій пізніше працюватиме Тіна.
Шейн робить пропозицію Кармен, вони планують весілля, але в останній момент Шейн, не бажаючи завдавати болю Кармен в їхньому подальшому житті, залишає її біля вівтаря. Після цього Кармен покидає шоу.

### Четвертий сезон
У четвертому сезоні епізодично повертають персонажку Марини Феррер.
Бетт хоче покинути країну з дочкою, але задум провалюється, і їй доводиться піти на компроміс з Тіною. Бетт влаштовується на нову роботу, деканкою в Каліфорнійський Художній Коледж, а потім заводить роман з жінкою на ім'я Джоді і знайомить її з Тіною.
Хелена, яка втратила підтримку матері, змушена шукати роботу і розбиратися в своїх стосунках.
Еліс шукає новий любовний інтерес.
Шейн змушена взяти відповідальність за свого зведеного брата-підлітка. Вона зближується з симпатичною матір'ю-одиначкою Пейдж. Вони проводять багато часу разом як звичайна пара. Шейн вперше замислюється, змогла б вона «зупинитись» чи ні. Але в кінці сезону вона втрачає опіку над братом, він їде в інший штат жити з батьком, а її серце розбите.
Дженні пише сценарій до фільму і шукає кінорежисера для реалізації задуму.
Макс їде додому на похорон матері і страждає, тому що сім'я його соромиться і відкидає.

### П'ятий сезон
Хелену садять до в'язниці за крадіжку, але пізніше випускають.
Дженні повертається з Мексики і наймає собі помічницю, Адель, для роботи над фільмом. Дівчина проявляє до Дженні інтерес, але згодом зраджує її. Пізніше поруч з Дженні з'являється ще одна дівчина, Нікі, яка успішно пройшла кастинг на головну роль у фільмі, і вони починають зустрічатися.
Шейн і Пейдж переживають проблеми в стосунках, а потім розрив. Шейн починає нові стосунки з Моллі, юристкою з високопоставленої сім'ї. Мати Моллі не вірить, що Шейн здатна на тривалі стосунки, вона соромить і маніпулює Шейн, щоб та розлучилася з її дочкою.
Тіна заводить нову подругу, до якої згодом починає ревнувати Бетт. Але пізніше між Тіною і Бетт знову спалахує пристрасть, про що вони повідомляють подругам.
Еліс починає стосунки з Ташею, яка служить в армії і змушена приховувати свою орієнтацію від колег. У десятому епізоді Таша здійснює камінг-аут, залишає свою роботу і вони з Еліс вирішують жити разом.
Кіт хоче помститися парі, яка відкрила лесбійський бар по сусідству.

### Шостий сезон
Дженні намагається розібратися в своїх стосунках з Нікі. Пізніше вона починає маніпулювати долями своїх подруг, що призводить її до самогубства в басейні Бетт і Тіни, попередньо вона записує прощальне відео.
Шейн переживає розлад з Моллі і починає зустрічатися з Дженні, періодично зраджуючи їй з Нікі. Також вона часто свариться з Дженні, бо та схильна порушувати особисті кордони.
Бетт і Тіна їдуть в Неваду, де хочуть зачати ще одну дитину, але потім вирішують усиновити. Пізніше Бетт пропонують нову роботу в галереї. За законами Невади неодруженим лесбійських парам заборонено всиновлювати дітей. Вони вирішують переїхати в Нью-Йорк.
Еліс вривається в будинок Дженні, дізнавшись, що остання написала сценарій до фільму, заснований на житті самої Еліс, і свариться з нею. У неї проблеми в стосунках з Ташею.
Серіал закінчується тим, що всі подруги йдуть в поліцейську дільницю, щоб зробити свої заяви з приводу самогубства Дженні.

## У ролях
- Дженніфер Білз — Бетт Портер
- Ерін Деніелс — Дейна Фербенкс
- Лейша Хейлі — Еліс П'єзекі
- Лорел Холломен — Тіна Кеннард
- Міа Кіршнер — Дженні Шектер
- Кетрін Моннінг — Шейн Маккатчен
- Пем Грір — Кіт Портер
- Карина Ломбард — Марина Феррер
- Ерік Мабіус — Тім Хеспел
- Рейчел Шеллі — Хелена Пібоді
- Ерік Лайвлі — Марк Уейленд
- Сара Шахі — Кармен де ла Піка Моралес
- Даніела Сі — Макс Суїні
- Марлі Матлин — Джоді Лернер
- Яніна Ґаванкар — Папи
- Роуз Роллінз — Таша Вільямс
- Гвіневера Тернер — Габби Дево

## Виробництво
Прем'єра пілотного епізоду відбулася 18 січня 2004 року.
П'ять років виробництва серіалу завершилися виходом в фінального сезону 8 березня 2009 року.
За межами США серіал поширюється MGM Worldwide Television.
L-Word був знятий в Ванкувері, Британська Колумбія, в студії Coast Mountain Films, а також в Лос-Анджелесі, штат Каліфорнія. Студія колись належала Dufferin Gate Productions, дочірньій компанії Temple Street Productions, творців американської версії Queer as Folk.

## Назва
Спочатку кодовою назву для проекту була — Earthlings, рідко використовуваний жаргонний термін для лесбійок .
Сучасне використання фрази «L-word», як, псевдоніму для лесбійок датується, принаймні, п'єсою Джейн Чемберс 1981 року, в якій персонаж заїкається: «Ви дійсно …? L-word? Господи Боже, я ніколи не зустрічав такого раніше».
Історичне використання слова на «L» як кодового, також можна знайти в листі, написаного Дафною дю Мор'є до Еллен Даблдей: «Богом і Христом клянусь, якби хтось називав цю любов непривабливою, Слово, яке починається з 'L', я б вирвала їм кишки».

## Чарт

Чарт Еліс П'єзекі

«Чарт» — це схематичне зображення подій, які відбуваються серед подруг і знайомих Еліс; це неорієнтований лінійний граф, намальований на дошці (пізніше Еліс створює сайт, куди також можна вносити зміни), в якому точки позначені іменами людей, а лінії представляють справи або зв'язки.
«Чарт» є повторюваним елементом в сюжетних лініях шоу, особливо тих, які пов'язані з Еліс. Протягом 3-го сезону він є основною сюжетною лінією, яка завершується в фіналі сезону, а також використовується як спосіб відстежити персонажок(-ів) і дізнатися, як вони взаємодіють в лесбійській спільноті.
Концепція використана в четвертому сезоні, де «Чарт» перетворився в соціальну мережу. У той же час був запущений реальний паралельний проект OurChart.com. Вебсайт, який дозволяв зареєстрованим користувач(к)ам створювати власні профілі, а також розміщував кілька блогів, працював на повну силу до запуску шостого сезону, після чого Айлін Чайкен оголосила, що OurChart.com об'єднався з сайтом Showtime.

## Сприйняття
Перший сезон шоу здобув велику популярність у критиків; як пишуть в The New York Times: «До „The L Word“ лесбійських персонажок на телебаченні майже не існувало. Зацікавленим глядачкам доводилося їх шукати, грати в „здогадайку“, щоб з'ясувати сексуальність персонажки. Кегні і Лейсі? Зена і Габріель? Рішення Showtime в січні 2004 року транслювати „Слово“, яке слідує за життями групи модних лесбійок Лос-Анджелеса, було схоже на припинення посухи мусоном. Жінки, які рідко бачили себе на маленькому екрані, раптово змогли спостерігати за лесбійськими персонажками, які не тільки живуть складне, захоплююче життя, а й займалються любов'ю в ресторанних ванних кімнатах і в басейнах».
У творчині і виконавчої продюсерки Айлін Чайкен були деякі проблеми з реакцією: «Я хочу показати людям більш глибокий рівень. Але я не буду брати на себе соціальну відповідальність. Це не сумісно з розвагами. Я виступаю проти ідеї, що поп-телебачення є політичним середовищем. Я політично зацікавлена. Але я роблю серіальну мелодраму. Я не культурна місіонерка».
Шоу критикували за різні сцени, які насміхалися над «гетеронормативністю».
На той час, коли почався шостий і останній сезон, The New York Times назвали шоу «фантазією Sapphic Playboy», яка "не проявляла особливого інтересу до різноманітного зображення гей-спільноти. Замість цього вона, здавалося, працювала в одному напрямку — протистояла поняттю «смерть в лесбійської ліжку» і постійно нагадувала авдиторії про «межі і тортури моногамії».